# Sunny Chan Kam-Hung
Sunny Chan Kam-Hung (Hongkong, 1 januari 1967) is een Hongkongse TVB-acteur die al in meer dan twintig series heeft gespeeld. Ook werkt hij af en toe als filmacteur. Hij startte zijn acteurscarrière bij HKATV in 1990. Hij heeft vroeger op de NT Heung Yee Kuk Yuen Long District Secondary School gezeten.

## Filmografie
- All Out of Love (1991)
- Silver Tycoon (1992)
- San Tung Kui Kwan Hai 新同居關係 (1994)
- A stage of turberlence (1995)
- A Kindred Spirit (1995-1999)
- Once Upon a Time in Shanghai (1996)
- The Criminal Investigator (1995)
- The Criminal Investigator II (1996)
- Secret of The Heart (1998)
- The Flying Fox of Snowy Mountain 1999 (1999)
- Detective Investigation Files IV (1999)
- At the Threshold of an Era (1999-2000)
- Placebo Cure (2004)
- Strike at Heart (2005)
- Just Love (2005)
- Vagabond Vigilante (2006)
- War and Destiny (2006)
- Love Guaranteed (2006)
- The Slicing of the Demon (2007)
- The Green Grass of Home (2007)
- Phoenix Rising (2007)
- ICAC Investigators 2007 (2007)
- Best Selling Secrets (2008)
- Legend of the Demigods (2008)
- The Winter Melon Tale (2009)
- The Greatness of a Hero (2009)
- Just Love II (2009)
- A Chip Off the Old Block (2009)
- 72 Tenants of Prosperity (2010)
- Ghost Writer (2010)
- Wax and Wane (2011)
- The Life and Times of a Sentinel (2011)
- River of Wine (2011)
- Curse of the Royal Harem (2011)
- Journey to the West 2012 (2012)
- The Day of Days (2013)

- Gemeinsame Normdatei: 1244975362
- International Standard Name Identifier: 0000 0000 5913 5891
- Library of Congress Control Number: no2011139949
- LIBRIS: 321068
- Virtual International Authority File: 86428991
- WorldCat: E39PBJhMhP7jWhmKFHqXqqFkDq